# Петров, Сергей Алексеевич
Петров Сергей Алексеевич (1 октября 1911, Елец, Российская империя — 1977, Ленинград, СССР) — российский советский живописец и график, Заслуженный работник культуры РСФСР (1972), член Ленинградского Союза художников.

## Биография
Петров Сергей Алексеевич родился в Ельце 1 октября 1911 года. Учился в Ленинграде в художественно-промышленном техникуме (1929—1932), в Ленинградском институте живописи, скульптуры и архитектуры при ВАХ у Василия Шухаева, Николая Радлова, Рудольфа Френца, Дмитрия Кардовского (1932—1939). В 1939 окончил институт по мастерской Р. Френца с присвоением звания художника живописи. Дипломная работа — картина «Встреча Пушкина с Кюхельбекером».
В 1939 был призван в Красную Армию. Участник Великой Отечественной войны. После демобилизации возвращается к творчеству. Одновременно начинает преподавательскую работу в ЛВХПУ им. В. И. Мухиной. С конца 1940-х годов участвовал в выставках, экспонируя свои работы вместе с произведениями ведущих мастеров изобразительного искусства Ленинграда. Работал в технике пастели и масляной живописи. Писал портреты, пейзажи, натюрморты, жанровые композиции. Автор картин «Школьник» (1950), «Шестиклассница», «Пионер» (обе 1951), «Портрет актёра И. В. Мартынова» (1955), «Старик в очках», «Сирень и ландыши» (обе 1956), «Хутор», «Вечер» (обе 1957), «Портрет Светланы» (1958), «Ветреный день» (1967), «Партизаны Великой Отечественной войны Н. С. Пегова и Ф. П. Котляров» (1975). В 1960—1970-х годах работал в технике пастели, которую приготавливал сам. Вместо картона или бумаги использовал оборотную сторону обычной клеёнки.
В 1949—1972 гг. С. А. Петров заведовал кафедрой рисунка ЛВХПУ им. В. И. Мухиной. В основу своей преподавательской деятельности положил оригинальную «теорию двух установок зрения» своих учителей: Д. Н. Кардовского и Н. Э. Радлова. Период руководства Петровым кафедрой рисунка стал наивысшим в её истории. С. А. Петров сумел привлечь и сплотить выдающихся преподавателей: Л. И. Чегаровского, П. И. Пуко, В. И. Суворова. Именно в эти годы сложилась своеобразная «мухинская» школа рисунка, признанная одной из лучших на Межвузовских конференциях по рисунку 1973, 1975 и 1987 годов. С. А. Петров составил первую научно обоснованную программу курса рисунка для специальностей художественно-промышленного вуза. «Теорию двух установок зрения» впоследствии разрабатывал его младший коллега и последователь В. Г. Власов.
В 1972 году Петров был удостоен почётного звания «Заслуженный работник культуры РСФСР».
Скончался в 1977 году в Ленинграде.
Произведения С. А. Петрова находятся в музеях и частных собраниях России, Украины, Японии, Германии, Франции. 11 октября 1979 г. в выставочном зале Ленинградской организации Союза художников состоялся вечер памяти С. А. Петрова, на котором выступали И. Г. Мямлин, Б. И. Шаманов, П. П. Литвинский, В. И. Суворов и многие другие.